# Rio Bravo, Texas
Rio Bravo là một thành phố thuộc quận Webb, tiểu bang Texas, Hoa Kỳ. Năm 2010, dân số của xã này là 4794 người.

## Dân số
- Dân số năm 2000: 5553 người.
- Dân số năm 2010: 4794 người.